# Attagenus lepidus
Attagenus lepidus là một loài bọ cánh cứng trong họ Dermestidae. Loài này được Háva & Kovarík miêu tả khoa học năm 2004.